# 加賀市立緑丘小学校
加賀市立緑丘小学校（かがしりつ みどりがおかしょうがっこう）は、石川県加賀市にあった公立小学校。

## 概要
当校は、加賀市大聖寺瀬越町塩屋境山にあった市立小学校である。2019年（平成31年）廃校となり、加賀市立錦城小学校に統合された。

## 沿革
加賀市立緑丘小学校は、1967年、加賀市立塩屋小学校と加賀市立瀬越小学校との統合により設立された。

### 加賀市立塩屋小学校
- 1873年（明治6年）7月21日 - 西栄寺堂内にて開校、塩屋小学校と称する
- 1878年（明治11年）3月 - 校舎移転。塩浦小学校に改称
- 1885年（明治18年）4月1日 - 塩屋小学校と改称する
- 1941年（昭和16年）4月1日 - 国民学校令により、塩屋村塩屋国民学校と改称する
- 1947年（昭和22年）4月1日 - 学校教育法施行により塩屋村立塩屋小学校と改称、塩屋中学校を併設する
- 1948年（昭和23年）6月28日 - 福井地震により、校舎全壊する
- 1958年（昭和33年）1月1日 - 加賀市発足により加賀市立塩屋小学校に改称
- 1965年（昭和40年）4月1日 - 併設している加賀市立塩屋中学校を加賀市立錦城中学校に統合する
- 1967年（昭和42年）3月31日 - 加賀市立瀬越小学校との統合により廃校

### 加賀市立瀬越小学校
- 1873年（明治6年）10月 - 瀬越村の徳音寺にて普通教育を始める
- 1877年（明治10年）4月 - 竹の浦小学校となる
- 1892年（明治25年）4月 - 尋常小学校を設置する
- 1900年（明治33年）3月 - 瀬越小学校となる
- 1941年（昭和16年）4月 - 国民学校令により、瀬越国民学校と改称する
- 1947年（昭和22年）4月 - 学校教育法施行により、瀬越村立瀬越小学校と改称する
- 1954年（昭和29年）3月 - 大聖寺町、瀬越村の合併により、大聖寺町立瀬越小学校と改称する
- 1958年（昭和33年）1月 - 加賀市発足に伴い、加賀市立瀬越小学校と改称する
- 1967年（昭和42年）3月31日 -加賀市立塩屋小学校との統合により廃校

### 加賀市立緑丘小学校
- 1967年（昭和42年）4月1日 - 加賀市立緑丘小学校開校
- 1970年（昭和45年）11月25日 - 校歌制定
- 2002年（平成14年）11月 - 中日あおば賞を受賞
- 2003年（平成15年）6月 - 日本善行会表彰を受賞
- 2004年（平成16年）2月 - 全国教育美術展学校賞を受賞する
- 2011年（平成23年）11月 - 優良PTA文部科学大臣表彰を受賞
- 2012年（平成24年）1月 - 県ボランティア賞を受賞
- 2013年（平成25年）4月 - 特別支援学級を設置
- 2019年（平成31年）
  - 3月31日 - 閉校[1]。
  - 4月1日 - 加賀市立錦城小学校に統合[1]。